# Jalen Jenkins
Jalen Jenkins (Yonkers, 2 settembre 1994) è un cestista statunitense.